# Saribus rotundifolius
Saribus rotundifolius är en enhjärtbladig växtart som först beskrevs av Jean-Baptiste de Lamarck, och fick sitt nu gällande namn av Carl Ludwig von Blume. Saribus rotundifolius ingår i släktet Saribus och familjen Arecaceae. Inga underarter finns listade i Catalogue of Life.

## Bildgalleri

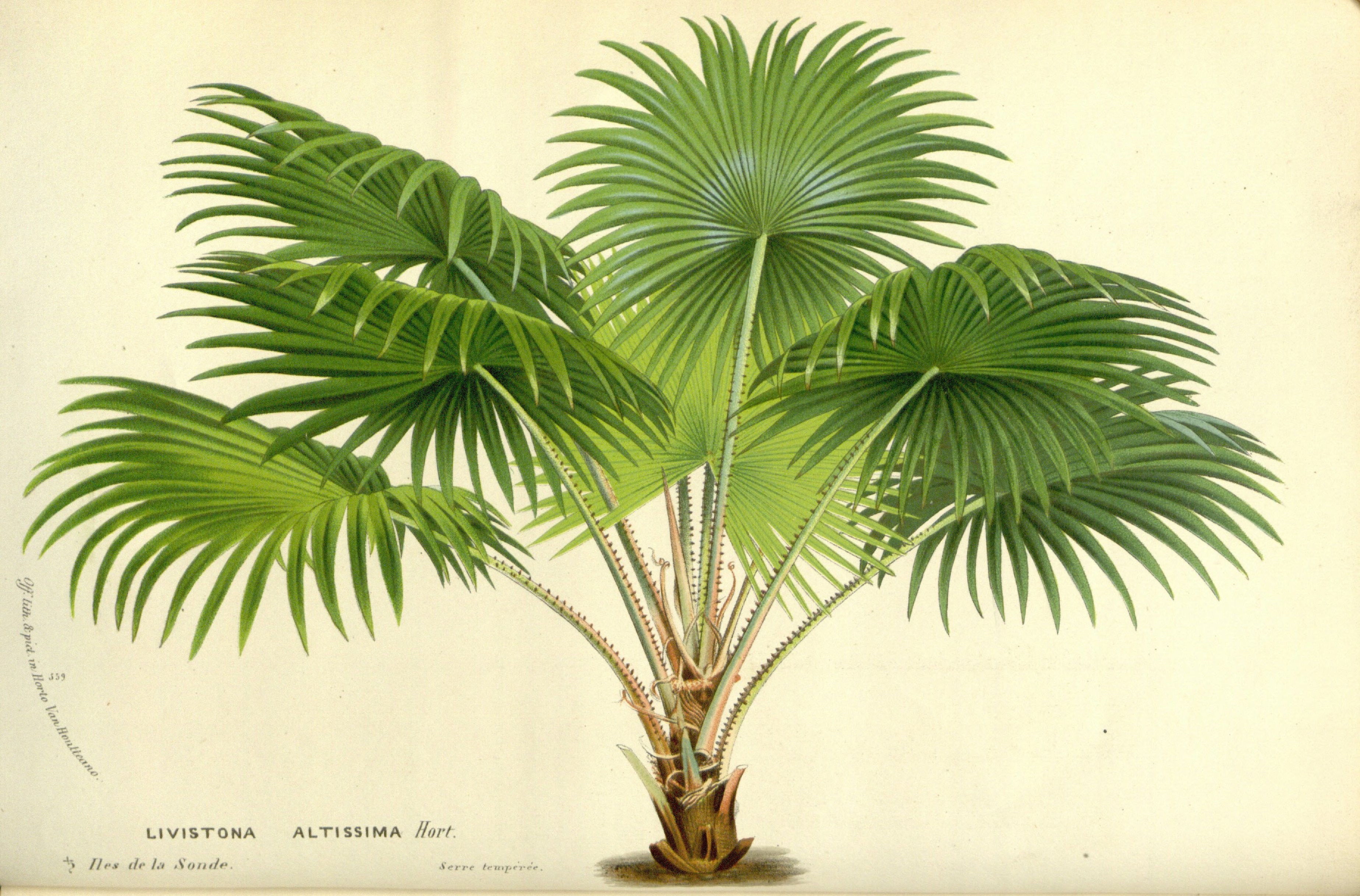
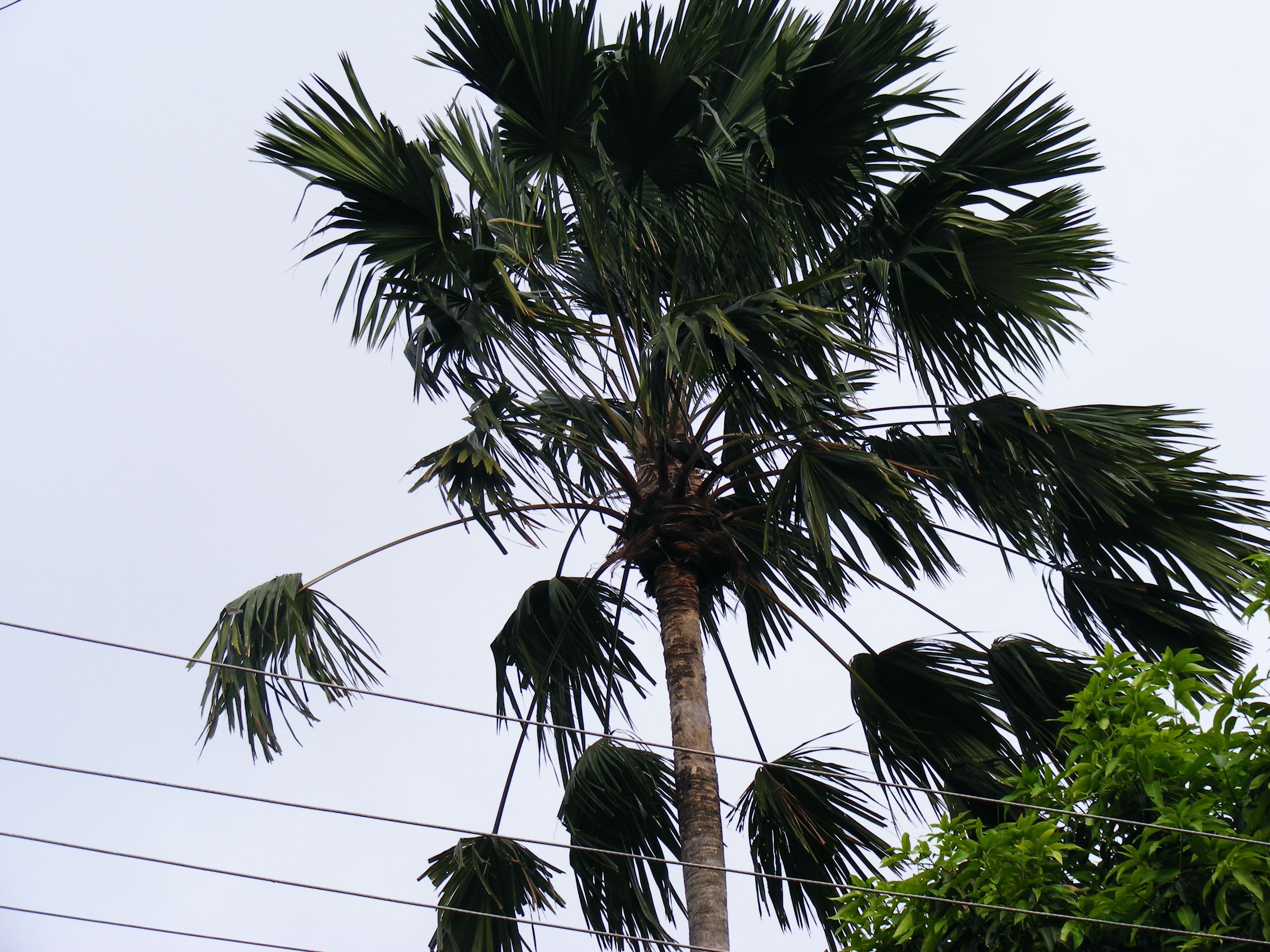